# Lucena de Jalón
|  | Per a altres significats, vegeu «Lucena (desambiguació)». |

Lucena de Jalón és un municipi d'Aragó, situat a la província de Saragossa i enquadrat a la comarca de Valdejalón.